# West Odessa, Texas
West Odessa là một nơi ấn định cho điều tra dân số (CDP) thuộc quận Ector, tiểu bang Texas, Hoa Kỳ. Năm 2010, dân số của nơi này là 22707 người.

## Dân số
- Dân số năm 2000: 17799 người.
- Dân số năm 2010: 22707 người.